# Мавзолей шейха Сефи ад-Дина
Ханака и святилище шейха Сефи ад-Дина (перс. مجموعه آرامگاه و خانقاه شیخ صفی الدین‎) — мемориальный комплекс в Ардебиле, построенный для шейха Сефи ад-Дина. В 2010 году объявлен одним из памятников Всемирного наследия ЮНЕСКО.

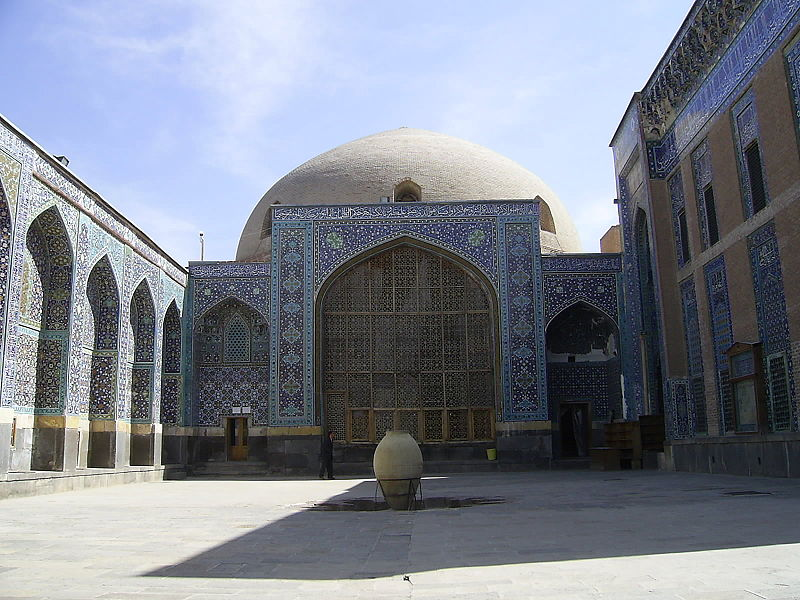
Внутренний двор

Шейх Сефи ад-Дин — основатель исламского суфийско-дервишского ордена сефевие и основатель династии Сефевидов, был родом из Ардебиля. Гробница шейха, молитвенный зал и мечеть образуют вместе единый комплекс — мавзолей-мечеть. Составной частью комплекса является небольшой внутренний двор (31 м в длину и 16 м в ширину). Перед входом простираются сады и длинная аллея.

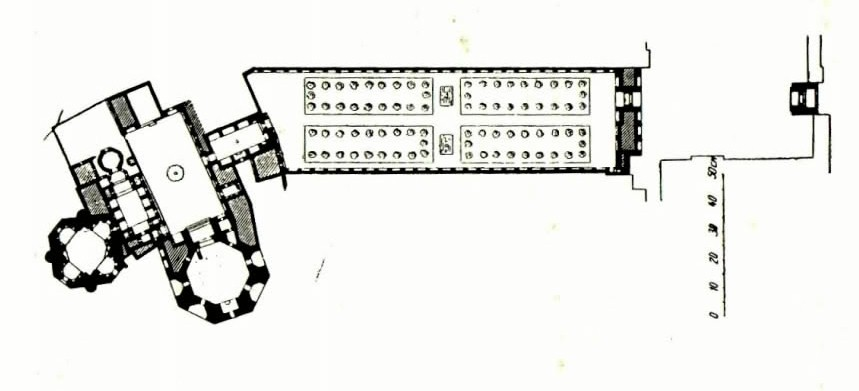
План комплекса

Здание мавзолея построил сын шейха Сефи ад-Дина — шейх Садр ад-Дин Муса, после смерти отца в 1334 году. Позднее, в период с конца XVI до начала XVIII века включительно во время правления династии Сефевидов комплекс претерпел множество изменений. Постепенно возводились новые пристройки, создавались новые помещения. Здесь хоронили представителей правящей династии и их жён, а также воинов, павших в ходе кровопролитных сражений, в частности Чалдыранской битвы. Ныне здание мавзолея имеет в высоту 17 м и представляет собой круглую, куполообразную башню. Внешняя сторона стен и купол отделаны цветной плиткой различных оттенков. Строители комплекса смогли рационально использовать большую часть ограниченного пространства, разместив там библиотеку, мечеть, школу, мавзолей, водный резервуар, госпиталь, кухни, булочную и рабочие помещения. Путь, ведущий к святилищу шейха, разделён на 7 сегментов, отражающих семь этапов суфийского мистицизма, и разделён 8 воротами, символизирующими восемь положений суфизма. Богато украшенные фасады и интерьеры являют собой редчайший образец средневековой исламской архитектуры.